# Anochetus graeffei
Anochetus graeffei é uma espécie de formiga do gênero Anochetus, pertencente à subfamília Ponerinae.